# Boda (République centrafricaine)
Pour les articles homonymes, voir Boda.
Boda est une ville de République centrafricaine située dans la préfecture de Lobaye dont elle constitue le chef-lieu de l'une des cinq sous-préfectures.

## Géographie
Boda est située sur la route nationale RN6, à 192 km à l'ouest de Bangui et à 85 km au nord-ouest de Mbaïki.

## Histoire
- En 1938, les Spiritains fondent la mission catholique Saint Michel de Boda[2].
- Le 29 janvier 2014 et les jours suivants[3], des affrontements à Boda font au moins 84 morts dans les deux camps selon la Croix Rouge[4], lors de la troisième guerre civile centrafricaine.

## Société
La ville est le siège de la paroisse catholique Saint Michel de Boda fondée en 1938, elle dépend du diocèse de Mbaïki.

## Éducation
L'enseignement secondaire de premier et second cycle est assuré au Lycée Pierre Kalck de Boda.

## Représentation politique
La sous-préfecture de Boda est constituée d’une circonscription électorale législative.
| Date d'élection | Identité      | Parti       |
| --------------- | ------------- | ----------- |
| 2016            | Maxime Bondjo | indépendant |